# Ormoy-Villers
Ormoy-Villers là một xã thuộc tỉnh Oise trong vùng Hauts-de-France phía bắc nước Pháp. Xã này nằm ở khu vực có độ cao trung bình 94 mét trên mực nước biển.